# Catedral de San Francisco Javier (Banská Bystrica)
La Catedral de San Francisco Javier o simplemente Catedral de Banská Bystrica (en eslovaco: Katedrála svätého Františka Xaverského) es una catedral católica localizada en la Plaza del Levantamiento Nacional Eslovaco en Banská Bystrica, una ciudad de Eslovaquia.
Hubo una primera mención de una capilla gótica en este lugar en el llamado testamento de Königsberger de 1503. Fue el único lugar de culto católico durante el siglo XVI, cuando Banská Bystrica estaba en manos de los protestantes.
En 1647algunos jesuitas se instalaron aquí y comenzó la reforma católica de la ciudad y sus alrededores. Durante los años 1695-1701 se construyó su propia universidad en el sitio del Königberger. Se empezó la construcción de la iglesia en 1702 como una copia de la Iglesia del Gesú en Roma. La construcción se detuvo cuando en 1703 cuando la ciudad fue ocupada por tropas en contra los Habsburgo de Francisco II Rákóczi. La obra se reanudó en 1709 y el 24 de septiembre de 1715 se consagró la iglesia a San Francisco Javier. En ese momento, la iglesia era un edificio barroco con una sola nave y seis capillas. La fachada carecía de una torre. En 1773 los jesuitas tuvieron que abandonar la iglesia cuando en julio de 1773 la Orden fue suprimida por el papa Clemente XIV.
La catedral ha sido la sede de la diócesis de Banská Bystrica desde 1776.

## Véase también

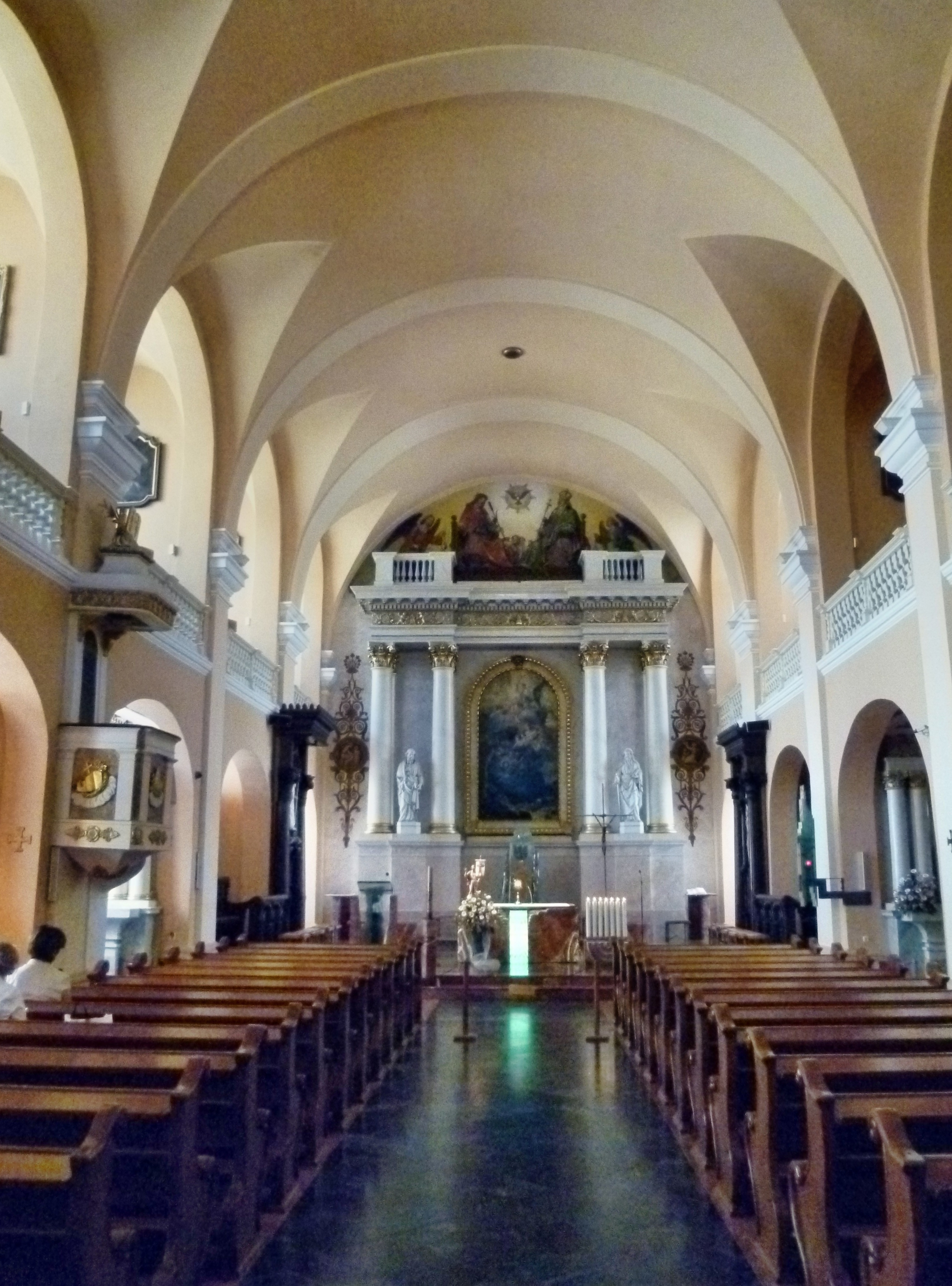
Vista interna